# Cubelo (Bóveda)
Cubelo (en gallego y oficialmente, Covelo) es un lugar de la parroquia de Freituxe, en el municipio de Bóveda, en la provincia de Lugo, España.
Se encuentra a 394 metros de altitud en la sierra de Marzán. En 2019 tenía una población de 1 habitante, 1 hombre y 0 mujeres.